# Donna Caponi
Pour les articles homonymes, voir Caponi.
Donna Caponi dit Donna Caponi-Byrnes et qui a joué sous son nom marital Donna Caponi-Young, née le 29 janvier 1945 à Détroit (États-Unis), est une golfeuse professionnelle américaine.
Elle y est l'une des meilleures golfeuses du circuit dans les années 1960 à 1980 remportant quatre tournois majeurs - l'Open américain en 1969 et 1970, et le Championnat de la LPGA en 1979 et 1981. Elle compte au total vingt-neuf victoires professionnelles, dont vingt-quatre sur le circuit LPGA. 

## Palmarès

### Victoires professionnelles
| N° | Date       | Circuit principal | Tournoi                | Score           | Par | Marge   | Finaliste                    |
| -- | ---------- | ----------------- | ---------------------- | --------------- | --- | ------- | ---------------------------- |
|    | 29/06/1969 | LPGA              | Open américain         | 74-75-76-69=294 | + 2 | 1 coup  | Peggy Wilson                 |
|    | 05/07/1970 | LPGA              | Open américain         | 69-70-71-77=287 | + 3 | 1 coup  | Sandra Haynie Sandra Spuzich |
|    | 10/06/1979 | LPGA              | Championnat de la LPGA | 69-70-70-70=279 | - 9 | 3 coups | Jerilyn Britz                |
|    | 14/06/1981 | LPGA              | Championnat de la LPGA | 69-68-70-73=280 | - 8 | 1 coup  | Jerilyn Britz Pat Meyers     |